# Krasňany (district de Žilina)
Krasňany (en hongrois : Karasznyán) est une commune de la région de Žilina, en Slovaquie.

## Histoire
La première mention écrite du village date de 1354.

## Démographie

### Évolution de la population
| Année:               | 1994. | 2004.    | 2014.    | 2024.    |
| -------------------- | ----- | -------- | -------- | -------- |
| Nombre de personnes: | 1118  | 1231     | 1466     | 1669     |
| Différence:          |       | +10,10 % | +19,09 % | +13,84 % |

| Année:               | 2023. | 2024.   |
| -------------------- | ----- | ------- |
| Nombre de personnes: | 1660  | 1669    |
| Différence:          |       | +0,54 % |